# Поттсгроув (Пенсільванія)
Поттсгроув (англ. Pottsgrove) — переписна місцевість (CDP) в США, в окрузі Монтгомері штату Пенсільванія. Населення — 3471 особа (2020).

## Географія
Поттсгроув розташований за координатами 40°15′52″ пн. ш. 75°36′33″ зх. д. / 40.26444° пн. ш. 75.60917° зх. д. (40.264419, -75.609295).  За даними Бюро перепису населення США в 2010 році переписна місцевість мала площу 7,13 км², уся площа — суходіл.

## Демографія
Згідно з переписом 2010 року, у переписній місцевості мешкало 3469 осіб у 1283 домогосподарствах у складі 1032 родин. Густота населення становила 487 осіб/км².  Було 1326 помешкань (186/км²).
Расовий склад населення:
| - 94,6 % — білих - 3,1 % — чорних або афроамериканців - 0,9 % — азіатів |

До двох чи більше рас належало 1,4 %. Частка іспаномовних становила 1,8 % від усіх жителів.
За віковим діапазоном населення розподілялося таким чином: 21,6 % — особи молодші 18 років, 64,1 % — особи у віці 18—64 років, 14,3 % — особи у віці 65 років та старші. Медіана віку мешканця становила 44,3 року. На 100 осіб жіночої статі у переписній місцевості припадало 95,8 чоловіків;  на 100 жінок у віці від 18 років та старших — 94,8 чоловіків також старших 18 років.
Середній дохід на одне домашнє господарство  становив 99 432 долари США (медіана — 91 618), а середній дохід на одну сім'ю — 106 976 доларів (медіана — 99 659). Медіана доходів становила 61 164 долари для чоловіків та 61 116 доларів для жінок. За межею бідності перебувало 6,5 % осіб, у тому числі 7,1 % дітей у віці до 18 років та 3,5 % осіб у віці 65 років та старших.
Цивільне працевлаштоване населення становило 1931 особа. Основні галузі зайнятості: освіта, охорона здоров'я та соціальна допомога — 28,0 %, виробництво — 12,7 %, науковці, спеціалісти, менеджери — 12,4 %.